# Agna
Agna (velenceiül Anja) település Olaszországban, Veneto régióban, Padova megyében. Lakosainak száma 3157 fő (2023. január 1.). Agna Anguillara Veneta, Arre, Candiana, Cavarzere, Cona, Correzzola és Bagnoli di Sopra községekkel határos.

## Népesség
A település népességének változása:
| Lakosok száma | 3325 | 3277 | 3157 |
|               | 2017 | 2018 | 2023 |